# 특수기동대 (1975년 TV 시리즈)
특수기동대 원제 SWAT. 제목대로 경찰 특수부대 SWAT의 활약상을 그린 작품. 1975년 ~ 1976년 미국 ABC에서 방영이 되었다..

## 한국 방영
- 대한민국에서는 TBC 동양방송에서 1976년 7월 부터 1977년 9월 1년까지 잠시 방영하였고 마지막 1년만에 종영 하였다.
- 그리고 1980년 11월 TBC 동양방송에서 방영 중단 받고 인수 하였다.
- 그리고 KBS 한국방송 1978년 9월 부터 1979년 2월 까지 1년만에 방영 이동 하였고 1년만에 마지막 종영 하였다.
- 그리고 마지막 MBC 문화방송 1980년 4월부터 1980년 12월 까지 2년만에 첫 방영 바뀌고 이동 하였고 맡기게 되었다.